# Luha
Luha je potok, který pramení jižně pod nejvyšším bodem Drahanské vrchoviny, který se nazývá Skalky.

## Průběh toku
Pramen se nachází západně od druhého nejvyššího vrcholu Drahanské vrchoviny, Skály, na okraji stejnojmenné přírodní rezervace. Odtud teče lesem, kde napájí menší rybník, přes Skelnou Huť (při silnici mezi Protivanovem a Žďárnou), kde se nachází přírodní rezervace téhož jména. Tok pokračuje přes Oborský dvůr, kde se nacházejí pozůstatky zaniklé středověké osady Hošperk. Tady napájí rybník V oboře a pod ním se do Luhy zleva vlévá Huťský potok. Dále teče hlubokým lesem přes zaniklou středověkou osadu Gadišinu až ke Sloupu, kde tvoří spolu s přítokem Žďárná hlavní zdrojnice Sloupského potoka.
Pramen byl v televizním pořadu Zpět k pramenům podle některých názorů nesprávně označen jako pramen Punkvy, přestože ta podle hydrologů vzniká až soutokem Bílé vody se Sloupským potokem, který vzniká soutokem Luhy a Žďárné.

## Charakteristika toku
V údolí potoka byly vrtem naměřeny říční sedimenty o mocnosti 11,5 m.

## Fotogalerie

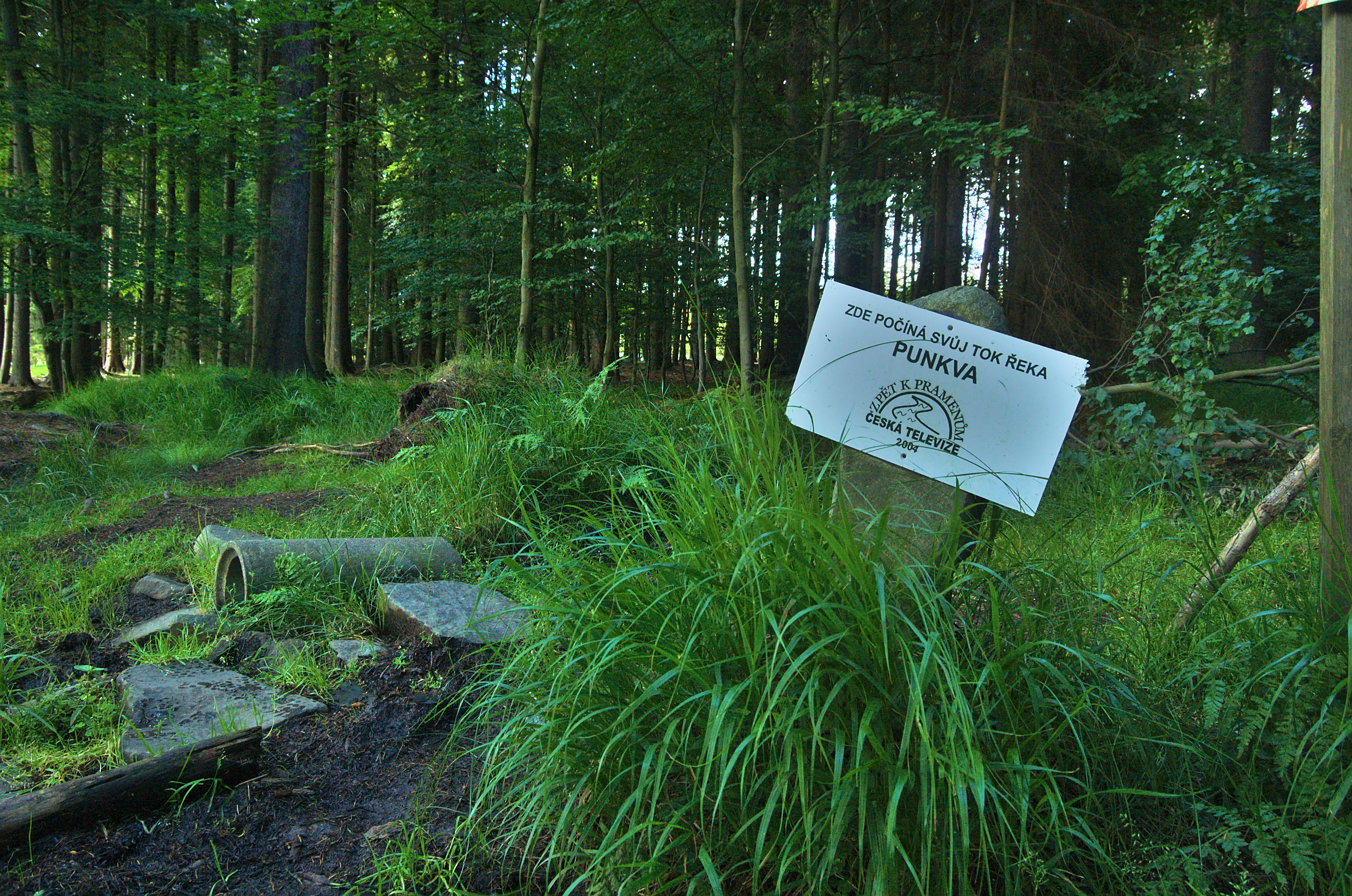
Pramen Luhy
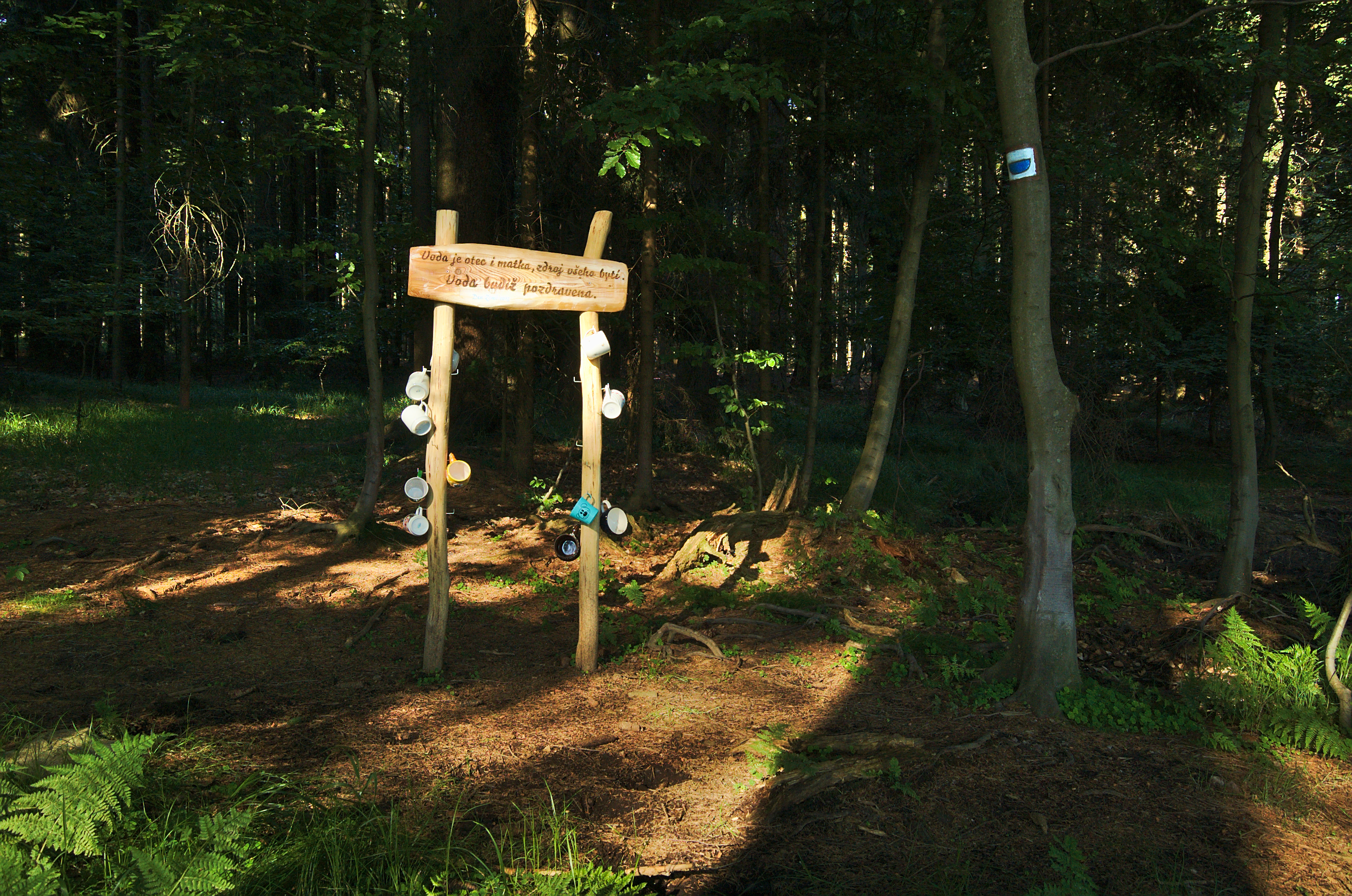
Hrníčky a turistická odbočka u pramene
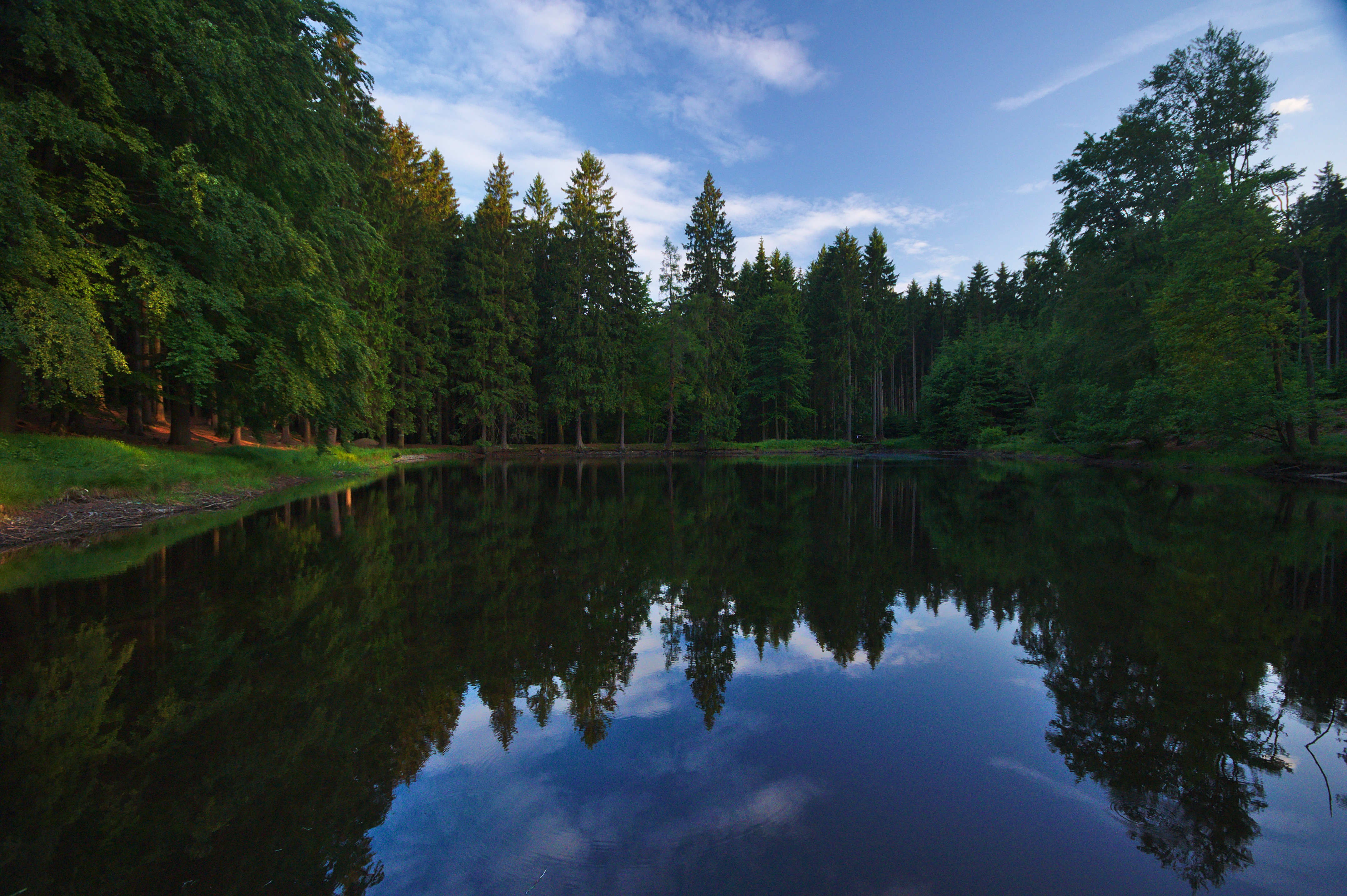
Rybník v lese nad Skelnou Hutí
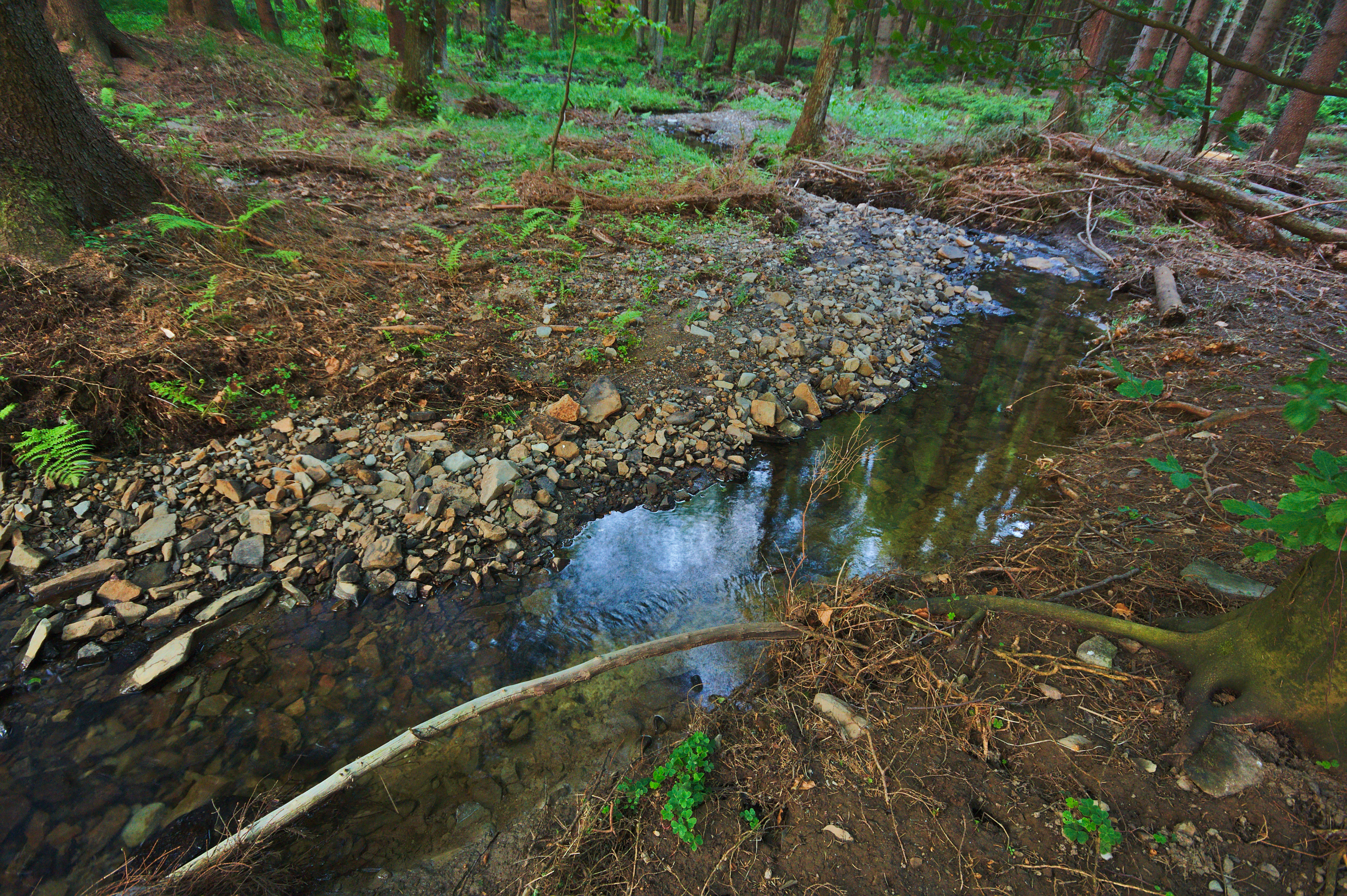
Luha před přírodní památkou Skelná Huť
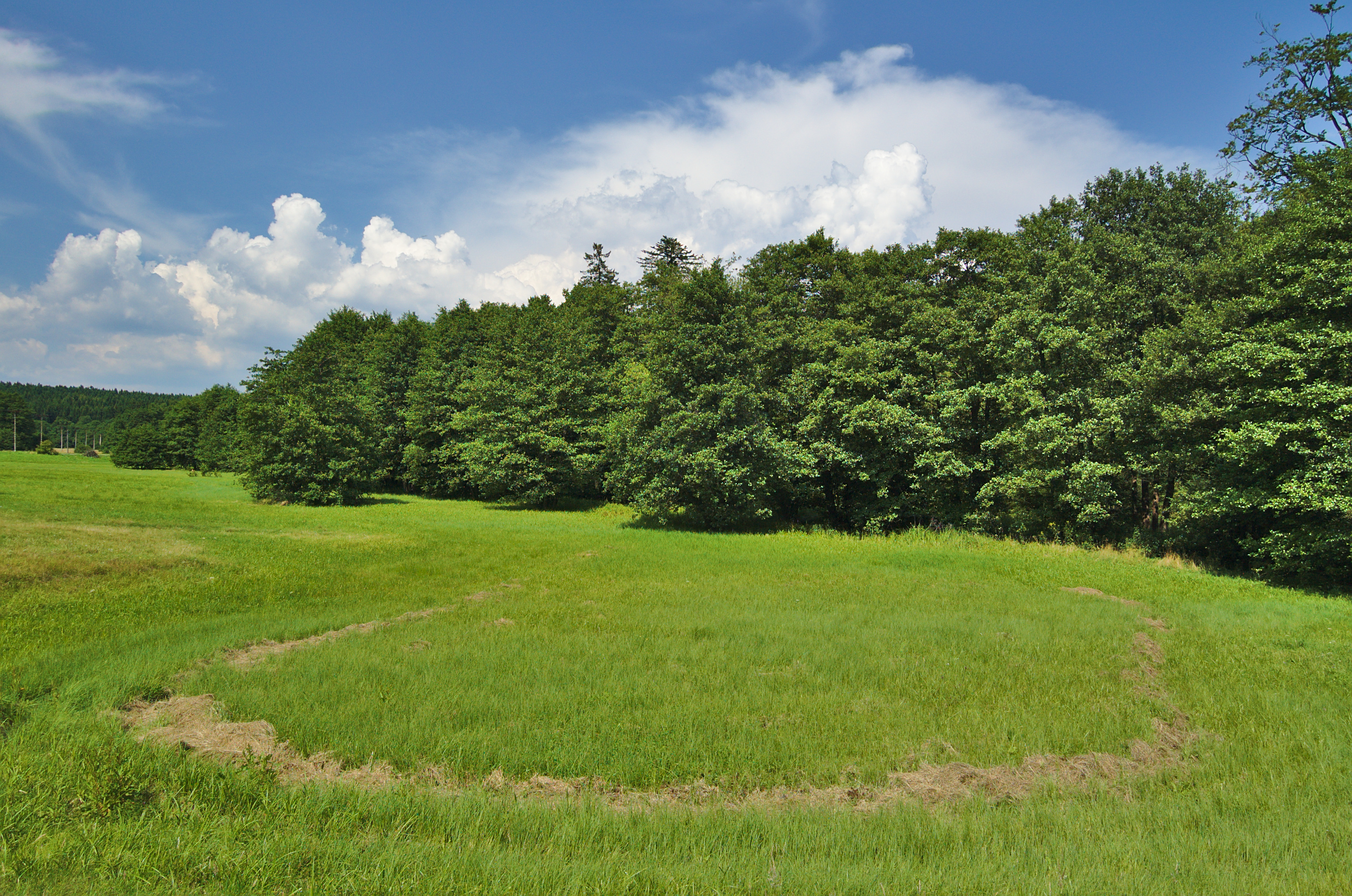
Potok v přírodní rezervaci Skelná Huť
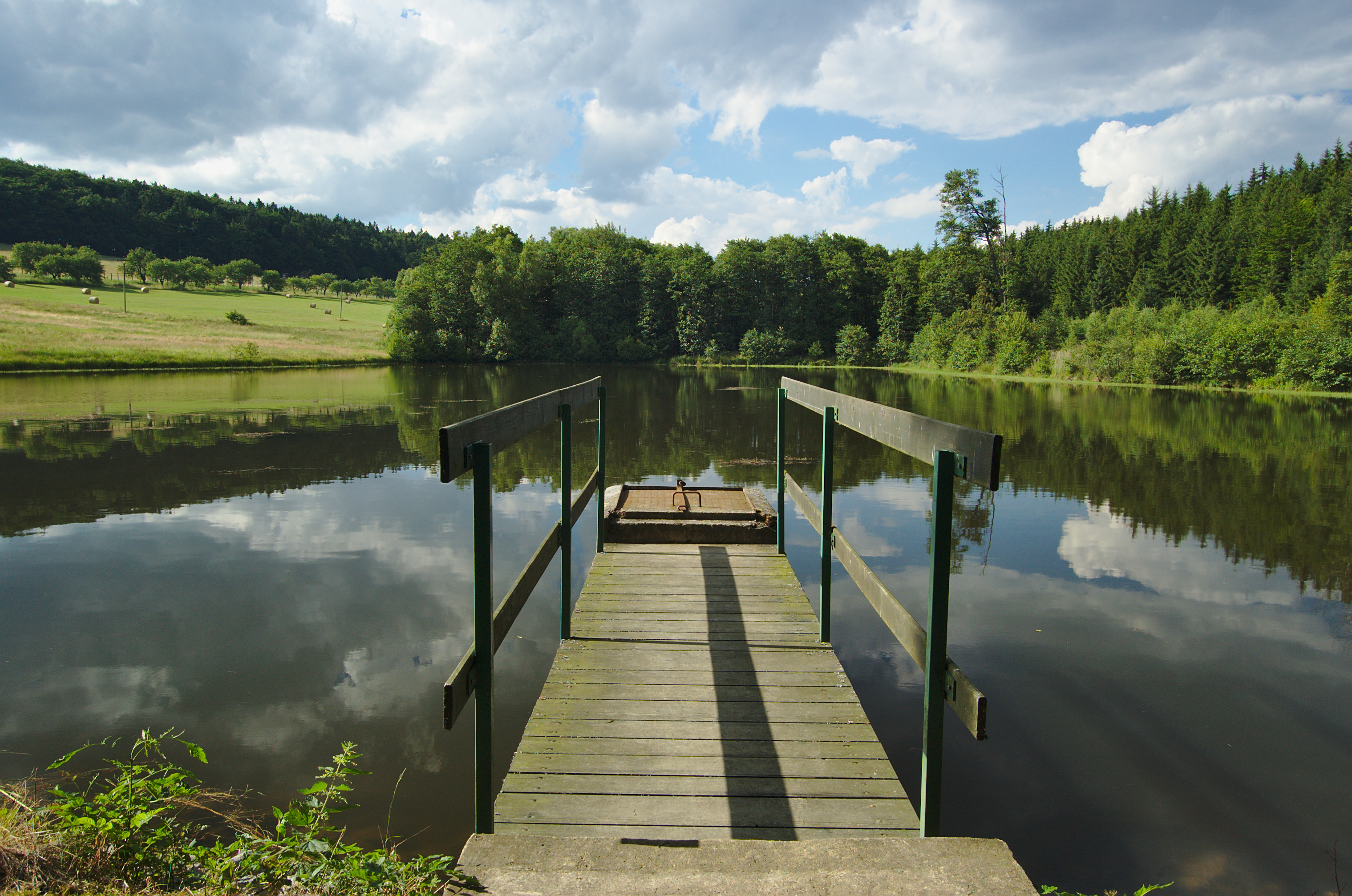
Rybník V oboře